# Seznam uměleckých realizací ve veřejném prostoru v Kunraticích (Praha)
Seznam uměleckých realizací v Kunraticích v Praze 4 obsahuje tvorbu výtvarných umělců umístěnou ve veřejném prostoru v katastrálním území Kunratice. Seznam je řazen podle ulic a nemusí být úplný.

## Seznam uměleckých realizací
| Název                                            | Fotografie                                                | Lokace                                                    | Autor                              | Rok       | Popis                       | Poznámka                                              |
| ------------------------------------------------ | --------------------------------------------------------- | --------------------------------------------------------- | ---------------------------------- | --------- | --------------------------- | ----------------------------------------------------- |
| Sedící dívka                                     | Kategorie „Sedící dívka (Kunratice)“ na Wikimedia Commons | Dobronická 1257 50°0′35,92″ s. š., 14°28′12,09″ v. d.     | Vladimír Kýn (1923–2004)           | 1979      | socha, vápenec              | volný prostor                                         |
| Fontána v nádvoří budovy Vysoké školy ekonomické |                                                           | Ekonomická 957 50°1′13,41″ s. š., 14°29′33,6″ v. d.       | neuveden                           | 1988–1989 | fontána                     | atrium k roku 2020 je fontána zřejmě trvale zakrytá   |
| Reliéf Řeka                                      |                                                           | K Verneráku 950/45 50°1′15,07″ s. š., 14°29′25,01″ v. d.  | Věra Růžičková-Bejrová (1924–2016) | 1982      | dekorativní stěna, pískovec | Koleje Volha, zapuštěné atrium s terasami a lavičkami |
| Květ pedagogiky                                  |                                                           | Vavákova 50°0′39,92″ s. š., 14°28′46,27″ v. d.            | Ladislav Kovařík (*1932)           | 1983      | plastika, pískovec          | Zahrada Základní školy Kunratice                      |
| Kalvárie                                         |                                                           | Vídeňská/Dobronická 50°0′42,94″ s. š., 14°28′31,63″ v. d. | Jan Hendrych (*1936)               | 2016      | sousoší, cement             | prostranství mezi ul. Vídeňská a Dobronická           |